# Neue Villa Cosack

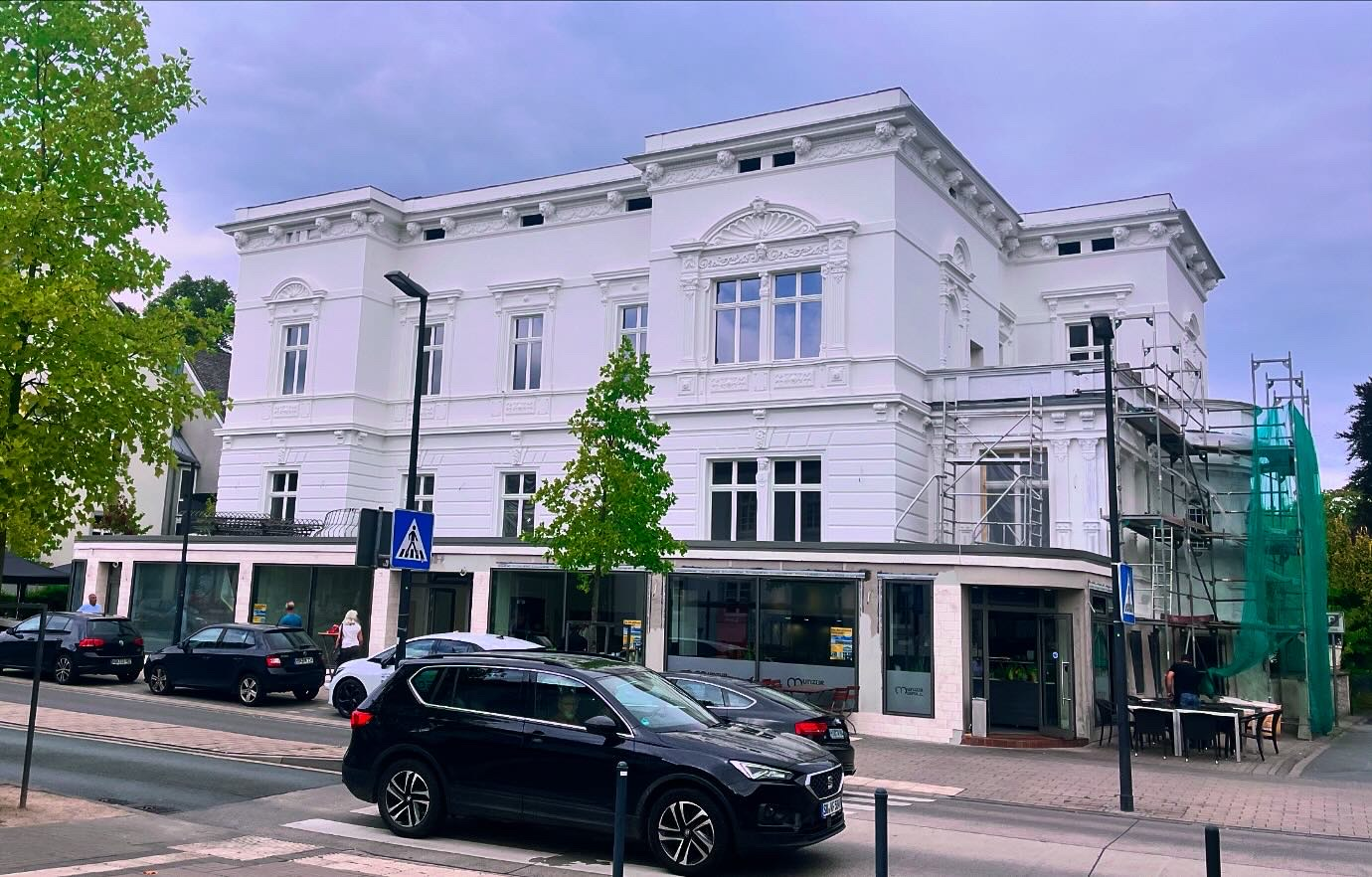
Neue Villa Cosack

Die neue Villa Cosack in Arnsberg wurde 1890 im Stil der Neorenaissance erbaut.

## Baugeschichte
Das Gebäude steht am Brückenplatz neben der älteren Villa Cosack (heute Handwerkskammer Südwestfalen) und dem Landgericht Arnsberg. Sie wurde von Joseph Cosack aus der Unternehmerfamilie Cosack errichtet. Architekt war der ehemalige Regierungsbaumeister Paul Boner. Der Bauantrag wurde im April 1890 gestellt und auch so genehmigt. Es handelt sich um ein großes Gebäude mit zwei Seitenrisaliten, einem Wintergarten über dem Vestibül. Auf einem Anbau mit halbrunden Erker befindet sich eine Terrasse. Der Bauschmuck aus Stuck bedient sich Formen der italienischen Renaissance.
Das Gebäude diente seit der Wende zum 20. Jahrhundert dem Oberversicherungsamt der Bezirksregierung Arnsberg. Letzter Eigentümer aus der Familie Cosack dürfte Ernst Cosack in den 1930er Jahren gewesen sein. Ein Handelslehrer und Schuldirektor Wrede war seit 1934 Eigentümer. Dieser war auch für die Umbauten in den 1950er Jahren verantwortlich. Seine Nachkommen besaßen das Haus bis 1990. Ursprünglich war der Bau von der Straße mit Vorgartenmauer mit einem Eisengitter getrennt. In den 1950er Jahren wurde diese Mauer entfernt. Stattdessen wurden im Souterrain Ladenvorbauten angefügt. Nur an den Seiten sind noch Reste der Mauer mit einem Tor erhalten.
Seit 2021 wurde das Gebäude aufwändig saniert. Neben Einzelhandel und Gastronomie entstehen in den oberen Stockwerken Wohnungen. Teile auch des Bauschmucks der Innenräume sind erhalten. Das Gebäude ist ein Beispiel für die großbürgerliche Baukultur zur Zeit des Deutschen Kaiserreichs. Das Gebäude steht unter Denkmalschutz.